# Villiam Haag
Örjan Villiam Haag, född 25 november 1993 i Göteborg, är en svensk professionell ishockeyspelare som spelar för GCK Lions i Swiss League. Haag gjorde SHL-debut (dåvarande Elitserien) med Frölunda HC under säsongen 2011/12. I slutet av 2012 lämnade han Sverige för spel i Nordamerika. Han spelade ett antal matcher för Muskegon Lumberjacks innan han tillbringade fyra säsonger med Michigan State University.
2017 återvände Haag till Sverige och spelade de följande fem säsongerna i Hockeyallsvenskan. De tre första säsongerna tillbringade han med HC Vita Hästen, IK Pantern och Almtuna IS. Säsongen 2020/21 inledde han med Almtuna och blev sedan utlånad i en handfull matcher till Linköping HC i SHL. Han avslutade säsongen med Modo Hockey. Efter ytterligare en säsong i Hockeyallsvenskan, med Södertälje SK, lämnade Haag Sverige och spelade under två säsonger för Sønderjyske ishockey i den danska Superisligaen. Under dessa säsonger var han lagkapten och ledde laget till danskt guld 2024. Därefter tillbringade han en säsong med norska Vålerenga Ishockey i EHL innan han i juli 2025 anslöt till GCK Lions i Schweiz.
Som junior tog Haag ett SM-guld med Frölundas J20-lag samt ett SM-guld och ett SM-brons med Frölundas J18-lag.

## Karriär

### 2008–2017: Början av karriären
Haag inledde sin ishockeykarriär med moderklubben Partille HK och anslöt senare till Frölunda HC:s ungdoms- och juniorverksamhet. Säsongen 2008/09 tog han brons med Göteborg i TV-pucken. Den efterföljande säsongen tog han ett SM-brons med Frölundas J18-lag. Säsongen 2010/11 spelade han både för J18- och J20-laget och vann SM-guld med båda lagen. Säsongen 2011/12 spelade han till större delen med Frölunda J20, men gjorde också SHL-debut (dåvarande Elitserien). Han var uttagen till sin första A-lagsmatch den 26 januari 2012, mot Växjö Lakers HC, men fick ingen speltid denna match. Första matchen med istid kom istället två dagar senare, mot Skellefteå AIK, då han spelade i 23 sekunder.
Säsongen 2012/13 inledde Haag med Frölundas J20-lag. Han noterades också för en SHL-match (dock utan istid). Under två matcher blev han utlånad till IK Pantern i Hockeyettan, där han spelade sin första match den 11 november 2012. Den 12 december samma år bekräftades det att Haag lämnat Frölunda för spel i Nordamerika då han lånats ut till Muskegon Lumberjacks i USHL fram till mitten av januari 2013. Med Lumbeckjacks stod han för sju poäng på elva matcher, varav två mål. Han återvände till Frölunda och spelade för dess J20-lag återstoden av säsongen. Han slutade på andraplats i lagets interna poängliga, bakom Andreas Johnsson, med 46 poäng på 41 grundseriematcher. Han vann J20 SuperElits skytteliga med 27 mål gjorda.
Den 6 maj 2013 stod det klart att Haag åter lämnat Sverige då han var klar för spel med Michigan State University i NCAA, där han tillbringade totalt fyra säsonger. Under sin första säsong stod han för 13 poäng på 35 matcher och hade sämst plus/minus-statistik i laget (-9). Under sina två sista säsonger i Michigan gjorde Haag sju mål och åtta assistpoäng under vardera säsong.

### 2017–2022: Spel i Hockeyallsvenskan
Den 13 april 2017 bekräftades det att Haag återvänt till Sverige då han skrivit ett ettårsavtal med HC Vita Hästen i Hockeyallsvenskan. Han gjorde debut i Hockeyallsvenskan den 19 september samma år i en match mot Timrå IK. I säsongens tredje match ådrog han sig en axelskada vilken höll honom borta från spel i nästan två månader. Den 22 november 2017 gjorde han sitt första mål i Hockeyallsvenskan, på Robin Johansson i en 3–0-seger mot IF Troja-Ljungby. Vita Hästen slutade på nionde plats i grundserien och missade därmed det följande slutspelet. Haag stod för 15 poäng på 38 matcher (åtta mål, sju assist). Den 11 april 2018 meddelades det att Haag lämnat Vita Hästen för spel med seriekonkurrenten IK Pantern. Han vann lagets skytteliga i grundserien med 15 mål på 48 matcher. Utöver detta hade han också sämst plus/minus-statistik i laget (-14). Pantern slutade på elfte plats i grundserien, men tvångsnedflyttades till Hockeytrean på grund av att man inte nådde de ekonomiska kraven för spel i Hockeyallsvenskan.
Den 3 juni 2019 stod det klart att Haag skrivit ett tvåårsavtal med Almtuna IS. Inför säsongens start utsågs han till en av lagets assisterande lagkaptener. Almtuna säkrade nytt avtal för spel i Hockeyallsvenskan genom att placera sig på tolfte plats i grundserien. Haag slutade på andra plats i lagets interna poängliga, bakom Tony Mårtensson, och gjorde sin poängmässigt bästa säsong i Hockeyallsvenskan. På 52 matcher stod han för 33 poäng, varav tolv mål. Haag inledde säsongen 2020/21 med Almtuna, men blev i december 2020 utlånad för spel i SHL med Linköping HC. Den 26 december samma år noterades han för sitt första SHL-mål, på Niklas Rubin, i en 4–3-förlust mot Frölunda HC. Efter fem matcher med Linköping återvänd Haag till Almtuna där han på 35 matcher noterades för 16 poäng. Den 9 februari 2021 stod det klart att Haag lämnat klubben för spel med seriekonkurrenten Modo Hockey för återstoden av säsongen. Modo slutade på tolfte plats i grundserien och på 14 matcher för klubben stod Haag för ett mål och fyra assistpoäng.
Den 1 augusti 2021 meddelades det att Haag skrivit ett avtal med Södertälje SK. I säsongspremiären ådrog sig Haag en knäskada efter en tackling från Veeti Vainio. Han missade totalt nio matcher och återvände till spel i slutet av oktober 2021. På 42 matcher stod Haag för 20 poäng, varav nio mål. Södertälje slutade näst sist i grundserien; man klarade sig kvar i Hockeyallsvenskan genom att besegra IF Troja-Ljungby med 4–2 i matcher i play out.

### Från 2022: Dansk mästare och spel i Norge och Schweiz
Den 9 juli 2022 bekräftades det att Haag återigen lämnat Sverige, denna gång för spel med den danska klubben Sønderjyske ishockey i Superisligaen. Inför säsongen 2022/23 utsågs han till ny lagkapten för klubben. Haag vann lagets interna poängliga i grundserien, med 41 poäng på 45 matcher. I slutspelet slogs laget omgående ut i kvartsfinalserien av Esbjerg Energy med 4–2 i matcher. I seriens andra match, den 12 mars 2023, noterades Haag för ett hat trick och totalt fem poäng i en 6–3-seger. Även i slutspelet var Haag laget främsta poänggörare med åtta poäng på sex matcher. Med fyra mål vann han också lagets interna skytteliga. Den 4 juli 2023 stod det klart att Haag förlängt sitt avtal med klubben med ytterligare en säsong. Den 20 oktober 2023 noterades Haag för sitt andra hat trick för Sønderjyske då han stod för totalt fyra mål i en 7–3-seger mot Odense Bulldogs. Sønderjyske slutade på tredje plats i grundserien, där Haag slutade på åttonde plats i den totala poängligan. Med 27 gjorda mål slutade han på fjärde plats i grundseriens skytteliga. I slutspelet slog laget ut Rungsted Seier Capital (4–0) och Herning Blue Fox (4–2) i kvarts-, respektive semifinal. I finalserien besegrades Esbjerg Energy med 4–2 i matcher och Haag vann därmed ett danskt guld. På 16 matcher stod han för 15 poäng, varav fyra mål.
Den 15 maj 2024 meddelades det att Haag lämnat Danmark för spel i Norge, med Vålerenga Ishockey i EHL. Han gjorde debut i ligan den 13 september samma år. Den 4 januari 2025 noterades han för ett hattrick då Lørenskog IK besegrades med 1–7. Haag vann lagets interna poängliga och slutade på andraplats i EHL:s skytteliga. På 44 grundseriematcher stod han för 54 poäng, varav 29 mål. Laget slutade på fjärde plats och i det efterföljande slutspelet slogs man ut av Storhamar i semifinalserien med 4–0 i matcher. På tio slutspelsmatcher stod Haag för fyra mål och en assistpoäng.
Den 1 juli 2025 stod det klart att Haag skrivit ett ettårskontrakt med GCK Lions i den schweiziska andraligan Swiss League.

## Statistik
| 2011–12                  | Frölunda HC               | Elitserien               | 3   | 0  | 0  | 0   | 0  | —  | — | —  | —  | —  |
| 2012–13                  | Frölunda HC               | Elitserien               | 1   | 0  | 0  | 0   | 0  | —  | — | —  | —  | —  |
| 2012–13                  | IK Pantern                | Div. 1                   | 2   | 0  | 0  | 0   | 0  | —  | — | —  | —  | —  |
| 2012–13                  | Muskegon Lumberjacks      | USHL                     | 11  | 2  | 5  | 7   | 2  | —  | — | —  | —  | —  |
| 2013–14                  | Michigan State University | NCAA                     | 35  | 8  | 5  | 13  | 8  | —  | — | —  | —  | —  |
| 2014–15                  | Michigan State University | NCAA                     | 35  | 5  | 5  | 10  | 26 | —  | — | —  | —  | —  |
| 2015–16                  | Michigan State University | NCAA                     | 31  | 7  | 8  | 15  | 21 | —  | — | —  | —  | —  |
| 2016–17                  | Michigan State University | NCAA                     | 35  | 7  | 8  | 15  | 20 | —  | — | —  | —  | —  |
| 2017–18                  | HC Vita Hästen            | HA                       | 38  | 8  | 7  | 15  | 16 | —  | — | —  | —  | —  |
| 2018–19                  | IK Pantern                | HA                       | 48  | 15 | 11 | 26  | 18 | —  | — | —  | —  | —  |
| 2019–20                  | Almtuna IS                | HA                       | 52  | 12 | 21 | 33  | 32 | —  | — | —  | —  | —  |
| 2020–21                  | Almtuna IS                | HA                       | 35  | 4  | 12 | 16  | 4  | —  | — | —  | —  | —  |
| 2020–21                  | Linköping HC              | SHL                      | 5   | 1  | 0  | 1   | 0  | —  | — | —  | —  | —  |
| 2020–21                  | Modo Hockey               | HA                       | 14  | 1  | 4  | 5   | 2  | —  | — | —  | —  | —  |
| 2021–22                  | Södertälje SK             | HA                       | 42  | 9  | 11 | 20  | 8  | 6  | 0 | 2  | 2  | 0  |
| 2022–23                  | Sønderjyske ishockey      | Superisligaen            | 45  | 17 | 24 | 41  | 26 | 5  | 4 | 4  | 8  | 2  |
| 2023–24                  | Sønderjyske ishockey      | Superisligaen            | 45  | 27 | 22 | 49  | 41 | 16 | 4 | 11 | 15 | 12 |
| 2024–25                  | Vålerenga Ishockey        | Swiss League             | 44  | 29 | 25 | 54  | 12 | 10 | 4 | 1  | 5  | 12 |
| Hockeyallsvenskan totalt | Hockeyallsvenskan totalt  | Hockeyallsvenskan totalt | 229 | 49 | 66 | 115 | 80 | 6  | 0 | 2  | 2  | 0  |
| SHL totalt               | SHL totalt                | SHL totalt               | 9   | 1  | 0  | 1   | 0  | —  | — | —  | —  | —  |